# Skuttjärnet (Ny socken, Värmland)
Skuttjärnet är en sjö i Arvika kommun i Värmland och ingår i Göta älvs huvudavrinningsområde. Sjön är 4 meter djup, har en yta på 0,033 kvadratkilometer och befinner sig 116 meter över havet.